# فهد آل عقران
فهد بن حسن آل عقران هو إعلامي وأكاديمي سعودي وهو عضو مجلس الشورى منذ 6 سبتمبر 2024، وعضو لجنة برنامج جودة الحياة؛ أحد برامج رؤية السعودية 2030 ممثلًا عن وزارة الإعلام، شغل منصب رئيس وكالة الأنباء السعودية في 8 فبراير 2021 حتى سبتمبر 2024. حاصل على وسام الملك عبد العزيز من الدرجة الثانية في مايو 2021.
انتُخب في 11 يناير 2022م بالإجماع، رئيسًا لاتحاد وكالات الأنباء العربية "فانا" لعامين، وذلك خلال أعمال المؤتمر الثامن والأربعين للجمعية العمومية للاتحاد، التي استضافتها وكالة الأنباء السعودية في العاصمة الرياض، كما شغل عضو مجلس إدارة شركة جدة للتنمية والتطوير العمراني ممثلًا عن وزارة الإعلام، وعضو لجنة المحتوى المنبثقة من لجنة التواصل لرؤية المملكة 2030.

## النشأة والتعليم
ولد فهد آل عقران في 5 أكتوبر 1967م. حصل على درجتي البكالوريوس والماجستير في الهندسة الصناعية، ثم على درجة الدكتوراه في إدارة الأعمال بتخصص القيادة الإدارية مع مرتبة الشرف، وهو متزوج ولديه ثلاث أبناء وابنة.

## حياته المهنية
بدأ آل عقران مشواره المهني مديرًا عامًا مساعدًا في (AGM) للتسويق، ومدير أول المشاريع الجديدة في مجموعة صافولا وذلك خلال عام 1991 حتى 1998، ثم تولى عددًا من المناصب ضمن المجموعة، إذ عمل مديرًا عامًا للتجارة الدولية معارًا إلى شركة Tate & LYLE الإنجليزية الشريك الأجنبي للمجموعة في لندن ثم سويسرا وكندا، إلى أن انضم إلى صحيفة المدينة، وفي عام 2001م، حصل على عضوية اللجنة الاستشارية في كلية الاقتصاد والإدارة بجامعة الملك عبد العزيز، وفي العام التالي نال عضوية الهيئة الاستشارية العليا بكلية العلوم والآداب الإنسانية.
في عام 2016 اختير لمنصب نائب رئيس مجلس إدارة هيئة الصحفيين السعوديين، واستمر فيه لمدة 8 أعوام حتى يناير 2024، كما عُيّن رئيسًا للجنة التنفيذية للهيئة، وعضو مجلس إدارة اتحاد الصحافة الخليجية، إلى جانب مشاركته ضمن الوفد الإعلامي المرافق لخادم الحرمين الشريفين وولي العهد، في القمم والزيارات الرسمية والمؤتمرات.
وفي مايو 2019، شغل منصب مستشار وزير الإعلام، وفي 24 سبتمبر 2019، صدر قرار مجلس الوزراء السعودي بتعيينه عضوًا من أصحاب الرأي والخبرة في مجلس إدارة وكالة الأنباء السعودية، وقد تقلّد مناصب عدة في الوكالة منها: عضو اللجنة التطويرية، ورئيس للجنة التنفيذية لخطة تطوير الوكالة لمواكبة رؤية السعودية 2030.
وكُلّف آل عقران بأمانة اللجنة الإعلامية لمجموعة العشرين "G20" التي عقدت في الرياض عام 2020، ورئيسًا للفريق الإعلامي لرؤية السعودية 2030 بوزارة الإعلام، ورئيسًا للجنة الإعلامية العليا للقمم الخليجية والعربية والإسلامية التي عقدت في مكة المكرمة.

## عمله في صحيفة المدينة
في عام 1998، انضم فهد آل عقران إلى صحيفة المدينة، إذ رأس فريق عمل دعم جهاز التحرير بالمعلومات والإحصاءات في سوق الإعلام السعودي والعربي وتحديد متغيراته، ووضع معايير توظيفها لخدمة الصحيفة، إضافةً إلى عمله في لجنة تطوير الإخراج، ورئاسته للجنة التطوير، ولجنة دراسة احتياجات ورغبات القراء ووضع التوصيات، ولجنة تطوير فروع المؤسسة، وتفعيل دور الموظفين في الفروع الداخلية والخارجية.
وفي عام 2002، كُلّف برئاسة تحرير صحيفة المدينة، وعضوًا في مجلس إدارة مؤسسة المدينة للصحافة والنشر، ثم صدر في مايو 2003 قرارًا بتعيينه رئيسًا للتحرير، بناءً على ترشيح الجمعية العمومية وأعضاء مجلس الإدارة.

## عمله في وكالة الأنباء السعودية "واس"
شهدت وكالة الأنباء السعودية خلال تولّي الدكتور فهد آل عقران رئاستها، إطلاق عدد من المشاريع والمبادرات، منها: إطلاق البوابة العلمية والتي تُعد المنصة العلمية الأولى من نوعها على مستوى السعودية، وتأتي بالشراكة مع جامعة الملك عبد الله للعلوم والتقنية "كاوست"، وإطلاق أكاديمية "واس" للتدريب الإخباري والتي تُمثّل أول أكاديمية متخصصة في التدريب الإخباري في الشرق الأوسط.
كما شهدت الوكالة إبرام شراكات استراتيجية في حج 1444هـ، إذ نقلت الوكالة شعائر موسم الحج بـ15 لغة عبر شراكة استراتيجية مع أربع وكالة أنباء عالمية، إلى جانب توقيع مذكرات تفاهم مع وكالة الأنباء البلغارية، ووكالة أنباء "سبوتنيك" الروسية، وكلية الأمير محمد بن سلمان للإدارة وريادة الأعمال، بهدف تعزيز مهارات العاملين في المجال الإخباري من خلال برامج التدريب والتطوير.
وحصدت الوكالة العديد من الجوائز على الصعيد المحلي والعربي، منها: جائزتي "فانا النوعية" و"أحسن تقرير" في مسابقة اتحاد وكالات الأنباء العربية للعام 2022، وثلاث جوائز عربية من جوائز الدورتين الخامسة والسادسة لجائزة التميز الإعلامي العربي، وهي: جائزة أفضل وكالة أنباء عربية متميزة بأقسامها المتخصصة، وجائزة "أحسن صورة" في المسابقة التي يُعدها اتحاج وكالة الأنباء العربية، كما حصدت جائزة أفضل صورة فوتوغرافية ضمن جائزة التميز الإعلامي 2023، وجائزة التميز الإعلامي العربي لعام 2024 في دورتها الثامنة.
وقد شهدت فترة تولى آل عقران للوكالة، الموافقة على تنظيم وكالة الأنباء السعودية خلال جلسة مجلس الوزراء في فبراير 2023، وتعديل تنظيم "واس" وانضمام جريدة أم القرى إلى الوكالة، وإقامة احتفالية مئوية الجريدة، إلى جانب إطلاق عدد من المشاريع الأخرى كتطوير المكاتب الداخلية والخارجية والمراسلين، وتطوير الموقع الإلكتروني للوكالة وجريدة أم القرى، وتطوير إدارة الترجمة والنشر وإنتاج مواد بلغات مختلفة، وإطلاق قناة واس الإخبارية عبر الواتس أب، وتنظيم معرض تاريخ الدولة السعودية بمقر الوكالة بالرياض.